# トーマス・エスピン
トーマス・エスピンまたはエスパン（Thomas Henry Espinell Compton Espin、1858年5月28日 - 1934年12月2日) は、イギリスの牧師で天文学者である。

## 人物
バーミンガム出身。コッジャ彗星 (C/1874 H1)の出現によって天文学に興味をもち、熱心で優れた技量のアマチュア天文家となった。アマチュア天文家向けの著書Celestial Objects for Common Telescpoesで有名なトーマス・ウェッブ(w:Thomas William Webb)と1876年に知り合い、ウェッブの没後、その5訂版と6訂版を執筆した。
多くの星雲、変光星、2500以上の2重星を発見した。恒星のスペクトルを観測し、特に赤色星の観測を行い、1890年に赤色星のカタログを発表した。1910年とかげ座の新星を発見した。1878年王立天文学会のメンバーとなり、1913年に観測天文学に功績に対して贈られるジャクソン＝グウィルト・メダルを王立天文学会から受賞した。
天文学以外にもエスピンの興味は植物学、地質学、X線の研究に及び、化石の研究からダーウィンの進化論に反対する立場をとった。
1888年にタウ・ローの教区の牧師となり、1891年から35年間郡長を務めた。生涯独身であった。月のクレータにエスピンの名が命名されている。